# Hanbun no tsuki ga noboru sora
Hanbun no tsuki ga noboru sora - looking up at the half-moon (半分の月がのぼる空 looking up at the half-moon, litt. Ciel à la demi-lune montante - Regardant la demi-lune) est une série de light novels écrites par Tsumugu Hashimoto et illustrées par Keiji Yamamoto. La série a été prépubliée dans le magazine Dengeki hp et huit volumes sont sortis entre octobre 2003 et août 2006.
L'histoire a été adaptée en un manga dessiné par B.Tarō entre août 2005 et novembre 2006 dans le magazine Dengeki Comic Gao! de l'éditeur MediaWorks, puis en un anime diffusé du 12 janvier 2006 au 23 février 2006 sur WOWOW. Elle a aussi été adaptée en drama et en film live.
L'histoire raconte la rencontre d'un jeune homme hospitalisé pour quelques mois avec une jeune fille atteinte d'une malformation cardiaque ayant déjà entrainé la mort de son père.

## Synopsis
Yuuichi Ezaki, 17 ans, hospitalisé à cause d'une hépatite aiguë, brave sans cesse l'autorité de son infirmière Akiko Tanizuki en faisant de courtes fugues hors de l'hôpital. Cette dernière finit par le barricader dans sa chambre avec un banc mais elle accepte de le laisser sortir si Yuuichi devient l'ami de Rika Akiba, une jeune fille de son âge au caractère insupportable car atteinte d'une grave maladie cardiaque et peut-être condamnée. Un premier amour dans un endroit où certains vivent leur derniers instants : ensemble, Yuuichi et Rika essaieront de tromper la grande faucheuse en transformant ce lieu morbide et ennuyeux...

## Personnages
- Yūichi Ezaki: 17 ans, atteint d'une hépatite A, il doit se reposer quelques mois à l'hôpital. Mais de tempérament très vivant, il a du mal à rester en place et tente toujours de se faire la belle. Son père est décédé à la suite de son alcoolisme.
- Rika Akiba: 17 ans, atteinte comme son père d'une malformation des valves cardiaques alliée à une faiblesse de l'organe tout entier, elle doit subir une opération qui a peu de chances de réussir et qui a tué son père quand elle était enfant.
- Akiko Tanizaki: Infirmière de l'hôpital, très violente, fan de tuning, elle tente de prendre soin de ses patients, à sa manière.
- Gorou Natsume: Brillant docteur spécialiste du cœur, il a manifestement un attachement particulier pour Rika. Il la suit depuis son enfance.
- Tsukasa Sekoguchi: Copain de Yūichi, toujours prêt à l'aider.

## Anime

### Liste des épisodes
| N. | Titre français (litt.)                           | Titre japonais                | Titre rōmaji                              | Titre francophone officiel |
| -- | ------------------------------------------------ | ----------------------------- | ----------------------------------------- | -------------------------- |
| 1  | Akiko-san, la jeune fille et Akutagawa Ryūnosuke | 亜希子さんと少女と芥川龍之介  | Akiko-san to shōjo to Akutagawa Ryūnosuke |                            |
| 2  | Héritage de la collection Tada                   | 多田コレクションの相続        | Tada collection no sōzoku                 |                            |
| 3  | Dissolution de la collection Ezaki, puis...      | 戎崎コレクションの終焉~そして | Ezaki collection no shūen~soshite         |                            |
| 4  | Une seule journée de vie à l'école               | 一日だけのスクールライフ      | Ichinichi dake no school life             |                            |
| 5  | Une minute suspendue                             | とめられた一分                | Tomerareta ippun                          |                            |
| 6  | De nos 2 mains                                   | 僕たちの両手は                | Bokutachi no ryōte wa                     |                            |

### Doublage
- Kenichi Suzumura : Yūichi Ezaki
- Mikako Takahashi : Rika Akiba
- Akira Sasanuma : Tamotsu Yamanishi
- Hiroaki Hirata : Goro Natsume
- Kōji Yada : Yoshizo Tada
- Masaki Horikoshi : la mère de Rika
- Nobuyuki Kobushi : Tsukasa Sekoguchi
- Yoshikazu Nagano : le vieux monsieur et le père de Yuichi
- Yuki Kodaira : Akiko Tanizaki
- Yuki Matsuoka : Miyuki Mizutani

### OST
- Arrangement : macado
- Chant : Nobuko

#### Aoi Kōfuku (Opening)
- Titre : 青い幸福 (Bonheur bleu)
- Composition et paroles : Dai Aizawa

#### Kioku no Kakera (Ending)
- Titre : 記憶のカケラ (Mémoire de Kakera? Fragment de mémoire?)
- Paroles : Haiji Hirano